# Турбовский машиностроительный завод
Турбовский машиностроительный завод — предприятие в посёлке городского типа Турбов Липовецкого района Винницкой области Украины.

## История
В декабре 1959 года Турбов стал посёлком городского типа, что активизировало его развитие как промышленного центра. В соответствии с седьмым пятилетним планом развития народного хозяйства СССР в 1960 году на базе находившейся здесь районной МТС был открыт завод чугунных поливных труб. В 1963 году он произвёл для колхозов 3717 тонн продукции.
В 1964 году предприятие было реконструировано и преобразовано в Турбовский машиностроительный завод, специализацией которого стало производство поливочно-моечных машин. Для работников завода в посёлке построили семь двухэтажных жилых домов.
В 1968 году на международной выставке "Интерстроймаш-68" машина завода ПМ-130 была награждена дипломом I степени, в 1970 году завод начал освоение серийного производства универсальной машины КО-705 на базе трактора Т-40А.
Восьмой пятилетний план развития народного хозяйства СССР (1966 - 1970) завод завершил досрочно, 6 августа 1970 года.
По состоянию на 1971 год продукция завода использовалась в СССР и экспортировалась в Алжир, Афганистан, Болгарию, Монголию, Югославию и другие страны мира.
В целом, в советское время машиностроительный завод входил в число ведущих предприятий посёлка, на его балансе находились объекты социальной инфраструктуры.
После провозглашения независимости Украины государственное предприятие было преобразовано в открытое акционерное общество.
18 февраля 2015 года хозяйственный суд Винницкой области возбудил дело № 902/147/15 о банкротстве завода, 4 августа 2015 года он был признан банкротом и началась процедура его ликвидации.

## Деятельность
Предприятие изготавливало коммунальные машины на шасси грузовиков ГАЗ, ЗИЛ, КамАЗ и МАЗ - мусоровозы с боковой загрузкой твёрдых бытовых отходов из стационарных мусорных контейнеров КО-413, КО-431, КО-429, КО-415А; мусоровозы с задней загрузкой твёрдых бытовых отходов из стационарных мусорных контейнеров КО-436, КО-437, КО-437-01; дорожные машины типа КО-713 (подметально-уборочные машины и пескоразбрасыватели); вакуумные машины КО-503, а также мусорные контейнеры КП-11 и КС-0,75. 
В 2018 году основной продукцией завода являлись мусоровозы и краны-манипуляторы для них.